# Farmington (Connecticut)
Farmington ist eine Stadt im Hartford County im US-Bundesstaat Connecticut, Vereinigte Staaten. Das U.S. Census Bureau hat bei der Volkszählung 2020 eine Einwohnerzahl von 26.712 ermittelt. Das Stadtgebiet hat eine Größe von 74,5 km².
Farmington ist eine historische Stadt, die Besiedlung begann bereits 1640. Auch heute noch säumen die Hauptstraße links und rechts viele historische Gebäude, manche noch aus dem 17. Jahrhundert. Besonders interessant sind das im Kolonialstil 1901 erbaute Hill-Stead Museum und die ehemalige Miss Porter's School, eine auf das College vorbereitende Schule für Mädchen. Zu den bekanntesten Einwohnern der Stadt zählen die Architektin Theodate Pope Riddle und der Gangsta-Rapper 50 Cent, der die zuvor jahrelang leerstehende Villa des Boxers Mike Tyson kaufte. Farmington ist der Hauptsitz von Otis, des weltweit größten Produzenten für Aufzugsanlagen.

## Schulen
- East Farms School
- Noah Wallace School
- Union School
- West District School
- West Woods Upper Elementary School
- Irving A. Robbins Middle School
- Farmington High School
- Miss Porter’s School

## Museen
- The Art Guild
- The Day-Lewis Museum
- Hill-Stead Museum
- Lewis Walpole Library
- Stanley-Whitman House
- Unionville Museum
- Old Stone Schoolhouse

## Persönlichkeiten

### Söhne und Töchter der Stadt
- John Treadwell (1745–1823), Politiker
- Chauncey Langdon (1763–1830), Politiker
- Timothy Merrill (1781–1836), Politiker und Anwalt, der Vermont Secretary of State war
- Orville Hungerford (1790–1851), Industrieller, Bankier und Politiker
- Wilford Woodruff (1807–1898), Präsident der Kirche Jesu Christi der Heiligen der Letzten Tage
- Jules Cowles (1877–1943), Schauspieler
- Kathleen Rubins (* 1978), NASA-Astronautin
- Erin Pac (* 1980), Bobfahrerin
- Pawel Szajda (* 1982), Schauspieler

### Persönlichkeiten mit Bezug zur Stadt
- Oliver Wolcott (1726–1797), britisch-US-amerikanischer Militär und Politiker; einer der Gründerväter der Vereinigten Staaten
- Theodate Pope Riddle (1867–1946), Architektin und Spiritistin; lebte und starb in Farmington
- Michael Gladis (* 1977), Schauspieler; wuchs in Farmington auf

## Bevölkerungsentwicklung
| - 1756 – 3.707 - 1774 – 6.069 - 1782 – 5.542 - 1790 – 2.696 - 1800 – 2.809 - 1810 – 2.748 - 1820 – 3.042 - 1830 – 1.901 - 1840 – 2.041 | - 1850 – 2.630 - 1860 – 3.144 - 1870 – 2.616 - 1880 – 3.017 - 1890 – 3.179 - 1900 – 3.331 - 1910 – 3.478 - 1920 – 3.844 - 1930 – 4.548 | - 1940 – 05.313 - 1950 – 07.026 - 1960 – 10.813 - 1970 – 14.390 - 1980 – 16.407 - 1990 – 20.608 - 2000 – 23.641 - 2010 – 25.340 - 2020 – 26.712 |